# Didrik Blume

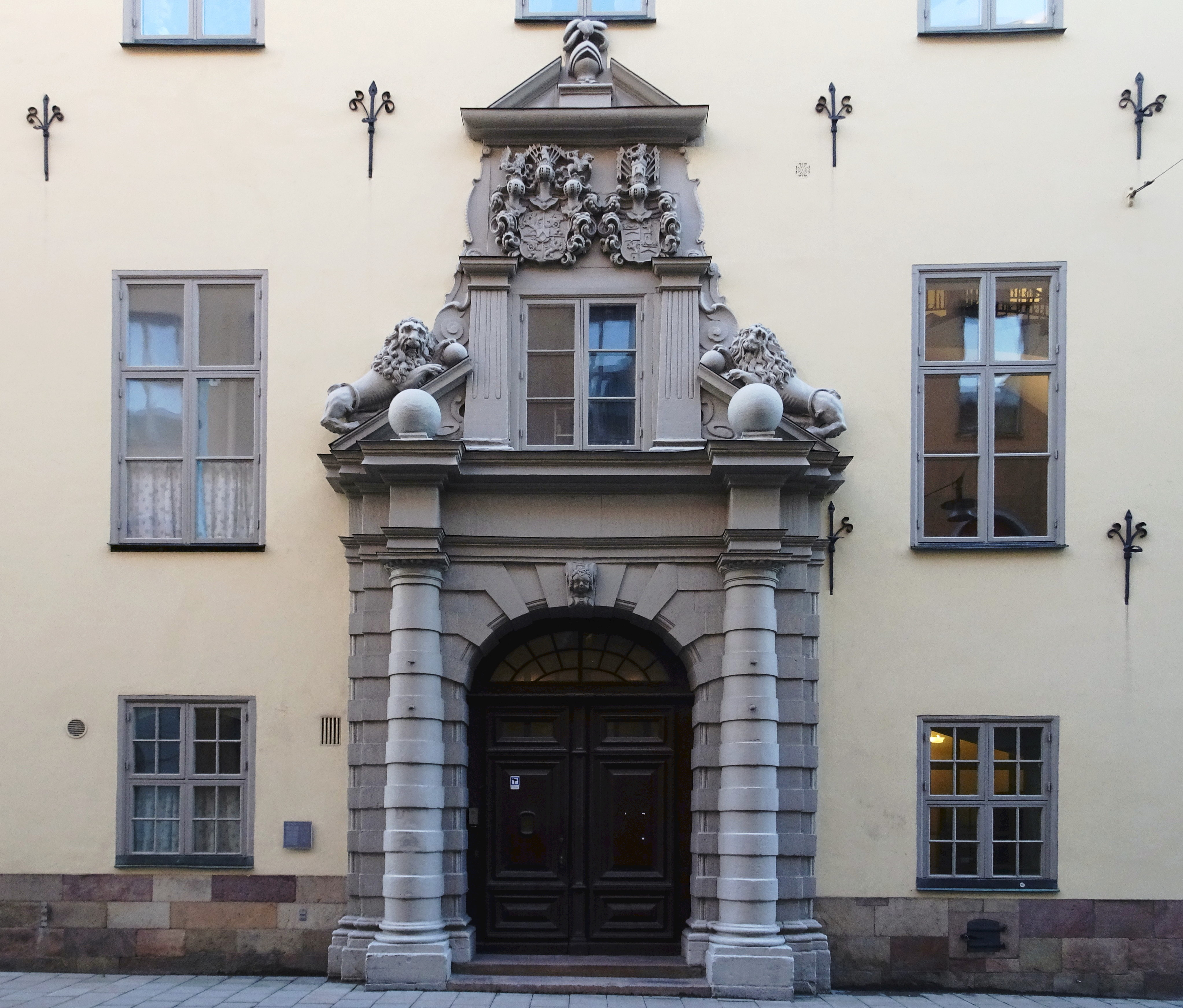
Portalen från 1647 vid Fredsgatan i Stockholm på Torstensonska palatset är huggen av Didrik Blume.

Didrik Blume, född okänt år i Bremen, död februari 1668 i Stockholm, var en tysk-svensk bild- och stenhuggare.

## Biografi
Blume var från 1641 gift med Maria Storm och far till Geska Blume som gifte sig 1670 med stenhuggaren Anders Brokamp. Han var bror till Gert, Johan och Henrik Blume. 
Didrik kom från Tyskland till Nyköping i början av 1630-talet. Han flyttade till Stockholm 1633 där han köpte en fastighet på Regeringsgatan, samma år utnämndes han till mästare i Stockholms sten- och bildhuggarämbete. Han blev ålderman i ämbetet 1650. Han var anlitad vid arbeten på Nyköpings slott 1633, Makalös 1635-1639, Gustav Horns palats i Stockholm 1645, Riddarholmskyrkan 1646, Torstensonska palatset i Stockholm 1647-1648, Ekebyhovs slott 1647-1648, Stockholms slott 1648, Schering Rosenhanes palats i Stockholm 1653, Drottningholms slott 1653-1657 och 1663, Maria Magdalena kyrka, Stockholm 1657-1659 samt Sankt Jacobs kyrka 1658.
Blume anges i litteraturen även som Blom, Blome och Bloome i historisk litteratur har namnformen Blume blivit den vedertagna i samtida handlingar torde Blom vara den vanligaste.